# أدرياني باليكي
أدرياني باليكي (بالإنجليزية: Adrianne Palicki)‏؛ (6 مايو 1983 -)، ممثلة أمريكية. من الأفلام التي مثلتها هو فيلم ريد دان في عام 2012 وفي مسلسل فريداي نايت لايتس من عام 2006 إلى 2011.

## روابط خارجية
- أدرياني باليكي على موقع IMDb (الإنجليزية)
- أدرياني باليكي على موقع روتن توميتوز (الإنجليزية)
- أدرياني باليكي على موقع ألو سيني (الفرنسية)
- أدرياني باليكي على موقع تيرنر كلاسيك موفيز (الإنجليزية)
- أدرياني باليكي على موقع أول موفي (الإنجليزية)
- أدرياني باليكي على موقع بوكس أوفيس موجو (الإنجليزية)
- أدرياني باليكي على موقع قاعدة بيانات الأفلام السويدية (السويدية)
- أدرياني باليكي على موقع إن إن دي بي (الإنجليزية)
- أدرياني باليكي على موقع قاعدة بيانات الفيلم (الإنجليزية)
- أدرياني باليكي على موقع كينوبويسك (الروسية)